# تحت الصفر (مسرحية)

## قصة المسرحية
مسرحية اجتماعية كوميدية بها عدد من الشخصيات وتدور القصة حول شخصية موسى للفنان طارق العلي يتم طرده من العمارة لأنه لا يدفع إيجار الشقة مع وزوجته التي تكون شخصيتها الفنانة هيا الشعيبي وأبناءه الذين بشخصيات الفنانين:خالد المظفر ومن هناك تبدأ مسيرة موسى في المسرحية، حيث تتساقط الثلوج بشكل غريب واستثنائي خارج العمارة وتبدأ معاناتهم مع البرد والمواقف الكوميدية تتوالى .)

## الفنانين
بطولة
طارق العلي
هيا الشعيبي
سعود الشويعي
خالد العجيرب
هاني الطباخ
ضاري عبدالرضا
سوسن الهارون
سلطان الفرج
سلطان العلي
خالد المظفر
شاهين الشاهين

## أبطال المسرحية
طارق العلي هيا الشعيبي- خالد العجيرب - سعود الشويعي – سلطان الفرج - سوسن الهارون - خالد المظفر - ضاري عبدالرضا - سلطان العلي